# Pterinopelma longisternale
Espèce
Synonymes
- Vitalius longisternalis Bertani, 2001

Pterinopelma longisternale est une espèce d'araignées mygalomorphes de la famille des Theraphosidae.

## Distribution
Cette espèce se rencontre au Brésil dans les États du Paraná et de Santa Catarina et en Argentine dans la province de Misiones,.

## Description
Le mâle holotype mesure 32,4 mm et la femelle paratype 44,7 mm.

## Systématique et taxinomie
Cette espèce a été décrite sous le protonyme Vitalius longisternalis par Bertani en 2001. Elle est placée dans le genre Pterinopelma par Galleti-Lima, Hamilton, Borges et Guadanucci en 2023.

## Publication originale
- Bertani, 2001 : « Revision, cladistic analysis, and zoogeography of Vitalius, Nhandu, and Proshapalopus; with notes on other theraphosine genera (Araneae, Theraphosidae). » Arquivos de Zoologia, Museu de Zoologia da Universidade de São Paulo, vol. 36, no 3, p. 265-356 (texte intégral).